# Neue Figuration
Die Neue Figuration ist ein Sammelbegriff für die figürliche Malerei nach dem Zweiten Weltkrieg. Benannt ist sie nach dem gleichnamigen Buchtitel des Malers und Kritikers Hans Platschek. Sie ist in Abkehr vom abstrakten Ansatz des Informel entstanden. Zur Neuen Figuration gehören in den USA Richard Lindner und in Deutschland HAP Grieshaber und dessen Schüler an der Kunstakademie Karlsruhe: Horst Antes, Dieter Krieg und Heinz Schanz. Auch Martin Schmid war in den frühen Nachkriegsjahren ein wesentlicher Vertreter der Neuen Figuration in Deutschland. Von den Bildhauern ist Wilhelm Loth zu nennen.
In Österreich können unter anderem Franz Ringel und Peter Pongratz genannt werden.
In den Niederlanden und in Belgien gehören Reinier Lucassen und Roger Raveel zu dieser Stilrichtung (nieuwe figuratie).

## Ausstellungen
- Neue Figuration USA – Malerei, Plastik, Film 1963–1968, Kölnischer Kunstverein, Köln, 24. Febr. – 30. März 1969, Staatliche Kunsthalle Baden-Baden, April – Mai 1969. Eine Ausstellung der Smithsonian Institution, National Collection of Fine Arts, Washington unter der Schirmherrschaft der Amerikanischen Botschaft in Bonn, Wanderausstellung
- Museum des 20. Jahrhunderts, Wien, 29. November bis 28. Dezember 1969

## Bedeutende Künstler
- John N. Battenberg
- Richard Boyce
- Robert Cremean
- Richard Diebenkorn
- Frank Gallo
- James Gill
- Robert Hansen
- Paul Harris
- Edward Higgins
- Lester Johnson
- John Paul Johns
- Robert Nelson
- Joseph Raffael
- Robert Rauschenberg
- George Segal
- Andy Warhol
- Tom Wesselmann